# Supercoppa dei Campioni Intercontinentali 1968
Le squadre partecipanti sono state le vincenti della Coppa Intercontinentale dal 1960 al 1968.

## Gruppo CONMEBOL
| N° | Squadra                     | Nazione              | Coppe Intercontinentali vinte |
| -- | --------------------------- | -------------------- | ----------------------------- |
| 1  | Peñarol                     | Uruguay (bandiera)   | 1961 e 1966                   |
| 2  | Santos                      | Brasile (bandiera)   | 1962 e 1963                   |
| 3  | Racing Club                 | Argentina (bandiera) | 1967                          |
| 4  | Estudiantes (LP) (rinuncia) | Argentina (bandiera) | 1968                          |

| N° | Data             | Ora | Squadra 1   | Squadra 2   | Risultato | Marcatori |
| -- | ---------------- | --- | ----------- | ----------- | --------- | --------- |
| 1  | 13 novembre 1968 |     | Peñarol     | Racing Club | 3 - 0     |           |
| 2  | 19 novembre 1968 |     | Santos      | Racing Club | 2 - 0     |           |
| 3  | 21 novembre 1968 |     | Santos      | Peñarol     | 1 - 0     |           |
| 4  | 16 aprile 1969   |     | Racing Club | Santos      | 2 - 3     |           |
| 5  | 19 aprile 1969   |     | Peñarol     | Santos      | 3 - 0     |           |
| 6  | 22 maggio 1969   |     | Racing Club | Peñarol     | 1 - 1     |           |

## Gruppo UEFA
| N° | Squadra     | Nazione           | Coppe Intercontinentali vinte |
| -- | ----------- | ----------------- | ----------------------------- |
| 1  | Real Madrid | Spagna (bandiera) | 1960                          |
| 2  | Inter       | Italia (bandiera) | 1964 e 1965                   |

| N° | Data          | Ora | Squadra 1   | Squadra 2   | Risultato                                  | Marcatori |
| -- | ------------- | --- | ----------- | ----------- | ------------------------------------------ | --------- |
| 1  | dicembre 1968 |     | Inter       | Real Madrid | non disputata per rinuncia del Real Madrid |           |
| 2  | dicembre 1968 |     | Real Madrid | Inter       | non disputata per rinuncia del Real Madrid |           |

## Finali
| N° | Data           | Ora | Squadra 1 | Squadra 2 | Risultato                             | Marcatori                        |
| -- | -------------- | --- | --------- | --------- | ------------------------------------- | -------------------------------- |
| 1  | 24 giugno 1969 |     | Inter     | Santos    | 0 - 1                                 | 2º tempo: Toninho Guerreiro (S.) |
| 2  | settembre 1969 |     | Santos    | Inter     | Non disputata per rinuncia dell'Inter |                                  |